# شهری‌ماهیان
شِهری‌ماهیان (Lethrinidae) یکی از خانواده‌های ماهیان است.